# Caminho das Borboletas
Caminho das Borboletas es un libro publicado en noviembre de 1994 escrito por el periodista Nirlando Beirão, basado en declaraciones de Adriane Galisteu sobre su relación con Ayrton Senna entre 1993 y 1994.
El libro se publicó seis meses después del trágico accidente de Senna en el Gran Premio de San Marino de 1994 y tiene un epílogo de Emerson Fittipaldi.

## Sinopsis
La obra es el resultado de 30 horas de testimonios, grabados en la ciudad de Sintra, Portugal. Además de los propios testimonios, el libro también se basa en cartas, notas, borradores y diarios de Galisteu.
En vísperas de cumplir 20 años, Adriane Galisteu conoció a Ayrton Senna, entonces de 33 años, en el fin de semana del Gran Premio de Brasil de 1993.
El libro resume los 405 días de noviazgo entre Ayrton y Adriane, incluso dándole al libro el subtítulo: «Mis 405 días junto a Ayrton Senna».

## Reseñas
En el sitio web Goodreads, el libro fue valorado por los usuarios con una media de 3,5/5 sobre un total de más de 50 reseñas.

## Detalles del libro
- La obra alcanzó una venta estimada de 310 mil ejemplares, convirtiéndose en un éxito de ventas en Brasil y en total tuvo 25 ediciones.[5][6]
- En Portugal, se estrenó bajo el título «A Minha Vida Com Ayrton».[7]
- Ha sido traducido a varios idiomas, incluido inglés (My Life With Ayrton),[4] italiano, francés (Ma Vie Avec Ayrton),[8] español, alemán (Mein Leben Mit Ayrton)[9] y húngaro (Szerelmem Senna).[10]
- En Japón, el libro tuvo 800 000 pedidos anticipados en las librerías en 1995.[6]
- La obra obtuvo una versión en formato talk book y fue publicada por Sony. Fueron dos cintas de 90 minutos cada una, totalizando 3 horas de grabación. La propia Adriane narró el libro.[11]